# 山武郡

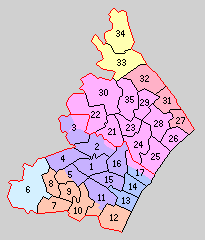
1.東金町 2.公平村 3.源村 4.丘山村 5.大和村 6.土氣本鄉町 7.瑞穗村 8.山邊村 9.大網町 10.增穗村 11.福岡村 12.白里村 13.豐海村 14.片貝村 15.正氣村 16.豐成村 17.鳴濱村 21.成東町 22.日向村 23.大富村 24.南鄉村 25.綠海村 26.蓮沼村 27.上堺村 28.大平村 29.松尾村 30.睦岡村 31.橫芝村 32.大總村 33.二川村 34.千代田村 35.豐岡村（水藍：千葉市 紫：東金市 桃紅：山武市 橙：大網白里市 藍：九十九里町 黃：芝山町 紅：橫芝光町）

山武郡（日语：／ Sanbu gun */?）是千葉縣的一郡。人口49,488人、面積134.1km²。（2012年）
現轄以下3町。
- 九十九里町
- 芝山町
- 橫芝光町